# SOUND AVENUE 905
『SOUND AVENUE 905』（サウンドアベニューきゅうまるご）は、TBSラジオで2015年9月29日から2016年3月24日まで放送されていたラジオの音楽番組。番組タイトルの「905」とは同年12月7日に放送を開始したFM補完中継局の周波数である90.5MHzを意味している。

## 概要
この番組はパーソナリティを務めるアーティスト自身が「思い入れのある」音楽を自分の言葉で紹介しながら、「FMといえば音楽」という思いにも答えていく、いわゆる「ストロングスタイル」の「正統派DJ番組」となっている。火曜日から木曜日は日本の邦楽シーンをリードする3人のアーチストが日替わりレギュラーを務め、また金曜日は各界で活躍する音楽通の著名人が週替わりでそれぞれDJを担当する。

## 放送時間
- 火曜-金曜 21:00-22:00

## パーソナリティ
- 火曜日：佐野元春
- 水曜日：鈴木慶一
- 木曜日：小西康陽
- 金曜日：週替わり

1. 仲井戸麗市（2015年10月2日）
2. SPECIAL OTHERS（2015年10月9日）
3. 星野源（2015年10月23日）
4. 西寺郷太（2015年11月6日）
5. 堀込高樹・田村玄一（キリンジ）（2015年11月13日）
6. 柴田聡子（2015年11月20日）
7. 鈴木圭介・グレートマエカワ（フラワーカンパニーズ）（2015年11月27日）
8. The SKA FLAMES（2015年12月4日）
9. ジム・オルーク（2015年12月11日）
10. 秦基博（2015年12月18日）
11. 曽我部恵一（2015年12月25日）
12. 高橋幸宏（2016年1月8日）
13. 松田岳二・紗羅マリー（LEARNERS）（2016年1月15日）
14. 松尾レミ・亀本寛貴（GLIM SPANKY）（2016年1月22日）
15. KERA（2016年1月29日）
16. GRAPEVINE（2016年2月5日）
17. 澤部渡（スカート）（2016年2月12日）
18. 澤部佑・岩井勇気（ハライチ）（2016年2月19日）
19. 片寄明人・Chocolat（Chocolat&Akito）（2016年2月26日）
20. 池永正二（あらかじめ決められた恋人たちへ）（2016年3月4日）
21. 渡辺俊美（TOKYO No.1 SOUL SET）（2016年3月11日）
22. カジヒデキ（2016年3月18日）